# Сергеев, Олег Владимирович
Оле́г Влади́мирович Серге́ев (род. 9 марта 1975, Верхняя Пышма, Свердловская область) — российский легкоатлет, специалист по бегу на короткие дистанции. Выступал за сборную России по лёгкой атлетике в первой половине 2000-х годов, победитель и призёр первенств национального значения, участник летних Олимпийских игр в Афинах. Представлял Тюменскую область. Мастер спорта России международного класса.

## Биография
Олег Сергеев родился 9 марта 1975 года в городе Верхняя Пышма Свердловской области.
Впоследствии постоянно проживал в Тюмени, окончил Тюменский государственный нефтегазовый университет.
Занимался лёгкой атлетикой в тюменской Детско-юношеской спортивной школе № 2, проходил подготовку под руководством заслуженного тренера России Анатолия Андреевича Крауса, выступал за всероссийское физкультурно-спортивное общество «Динамо».
Впервые заявил о себе на взрослом всероссийском уровне в сезоне 2000 года, когда выиграл серебряную медаль в беге на 200 метров на чемпионате России в Туле.
В 2001 году в дисциплине 200 метров одержал победу на зимнем чемпионате России в Москве. Попав в основной состав российской национальной сборной, выступил на чемпионате мира в помещении в Лиссабоне. Позже превзошёл всех соперников на летнем чемпионате России в Туле. Будучи студентом, представлял страну на летней Универсиаде в Пекине, где бежал 200 метров и эстафету 4 × 100 метров.
В 2002 году в беге на 200 метров взял бронзу на зимнем чемпионате России в Волгограде и золото на летнем чемпионате России в Чебоксарах. Участвовал в чемпионате Европы в Мюнхене.
В 2004 году на дистанции 200 метров выиграл зимний чемпионат России в Москве, в эстафете 800 + 600 + 400 + 200 метров занял первое место на Кубке Европы в помещении в Лейпциге, затем стартовал на чемпионате мира в помещении в Будапеште. На летнем чемпионате России в Туле получил золотую награду в программе бега на 200 метров и тем самым удостоился права защищать честь страны на летних Олимпийских играх в Афинах — в индивидуальном беге на 200 метров и в эстафете 4 × 100 метров в обоих случаях не смог пройти дальше предварительных квалификационных этапов.
После афинской Олимпиады Сергеев ещё в течение некоторого времени оставался действующим спортсменом и продолжал принимать участие в различных всероссийских турнирах. Так, в 2005 году в дисциплине 200 метров он стал бронзовым призёром на зимнем чемпионате России в Волгограде и одержал победу на чемпионате России в Туле. Находился в составе эстафетной команды, собранной для участия в чемпионате мира в Хельсинки.
Завершил спортивную карьеру по окончании сезона 2006 года.
За выдающиеся спортивные достижения удостоен почётного звания «Мастер спорта России международного класса».
После завершения спортивной карьеры работал преподавателем на кафедре спортивных дисциплин в Институте физической культуры Тюменского государственного университета. В 2012 году окончил магистратуру ИФК ТюмГУ.
С 2023 года входит в тренерский штаб молодёжной сборной России по скалолазанию.